# Apple Grove (Kentucky)
Apple Grove est une communauté non incorporée du comté de Barren, dans l'État du Kentucky, aux États-Unis.

### Note
- (en) Cet article est partiellement ou en totalité issu de l’article de Wikipédia en anglais intitulé « Apple Grove, Kentucky » (voir la liste des auteurs).